# Linda Sini
Linda Sini, née Ermelinda Siniscalchi di Venosa née à Boccioleto le 13 février 1924 ou 3 février 1926 et morte à Rome le 5 février 1999 est une actrice
italienne.

## Biographie
Linda Sini, comtesse de Venosa est née à Verceil le 3 février 1926. Après des études universitaires en lettres et philosophie elle déménage à Rome afin de commencer une carrière d'actrice au cinéma et au théâtre.
Elle débute au cinéma dans Sigillo rosso de Flavio Calzavara alternant son activité au théâtre avec la  Compagnia Stabile di Palermo, dans une revue musicale avec Renato Rascel, Garinei et Giovannini et à la Rai, jouant dans des comédies et séries de télévision jusqu'au milieu des années 1980. Elle a joué avec Dorian Gray dans le film Totò, Peppino e... la malafemmina de Camillo Mastrocinque.
Linda Sini est morte à Rome le 5 février 1999 à l'âge de 72 ans.

## Filmographie partielle
- 1950 : Sigillo rosso, de Flavio Calzavara
- 1951 :
  - Salvate mia figlia de Sergio Corbucci
  - Bellissima de Luchino Visconti
- 1952 :
  - Cronaca di un delitto de Mario Sequi
  - Imbarco a mezzanotte de Andrea Forzano et Joseph Losey
  - Una madre ritorna de Roberto Bianchi Montero
  - Rimorso de Armando Grottini
- 1953 : Bellezze in motoscooter de Carlo Campogalliani
- 1954 :
  - Uomini senza pace de Saenz de Hereida
  - La prigioniera di Amalfi (La Prisonnière d'Amalfi) de Giorgio Cristallini
  - L'eroe della Vandea de Richard Pottier
  - Ridere! Ridere! Ridere! de Edoardo Anton
- 1955 :
  - Bella non piangere! de Dino Carbonari
  - Il conte Aquila de Guido Salvini
  - Accadde tra le sbarre de Giorgio Cristallini
- 1956 : Totò, Peppino e... la malafemmina, regia di Camillo Mastrocinque
- 1960 :
  - Il mattatore de Dino Risi
  - Noi duri de Camillo Mastrocinque
  - Gastone de Mario Bonnard
  - Il principe fustode Maurizio Arena
  - Il mio amico Jekyll de Marino Girolami
  - Le Diabolique Docteur Mabuse de Fritz Lang
  - Les Distractions de Jacques Dupont
- 1961 :
  - Le ambiziose de Toni Amendola
  - Gli incensurati de Francesco Giaculli
- 1962 :
  - Le Fanfaron (Il sorpasso) de Dino Risi (1962)
  - 1962 : La Vengeance du colosse (Marte, dio della guerra) de Marcello Baldi
  - Les Années rugissantes (Gli anni ruggenti) de Luigi Zampa
  - Tempo di credere de Antonio Racioppi
  - I 4 monaci de Carlo Ludovico Bragaglia
- 1963 :  
  - Il comandante de Paolo Heusch
  - Le lit conjugal
  - Gli onorevoli, de Sergio Corbucci
- 1964 : Deux Dangers publics (I due pericoli pubblici |I due pericoli pubblici) de Lucio Fulci
- 1965 :
  - I due parà de Lucio Fulci
  - Le Flibustier des Caraïbes (L'avventuriero della Tortuga) de Luigi Capuano : Paquita
- 1966 :
  - Le Temps du massacre (créditée Lynn Shane) de Lucio Filchi
  - L'Homme qui rit de Sergio Corbucci
- 1968 : Tire, Django, tire (Spara, Gringo, spara) de Bruno Corbucci
- 1971 :
  - Le PDG a des ratés (La prima notte del dottore Danieli) de Giovanni Grimaldi : Concettina, la femme de Totò
  - Les Obsessions sexuelles d'un veuf (Le inibizioni del dottor Gaudenzi, vedovo, col complesso della buonanima) de Giovanni Grimaldi
  - On m'appelle Alléluia (Testa t'ammazzo, croce... sei morto - Mi chiamano Alleluja) de Giuliano Carnimeo : Gertrude
- 1972 :
  - Le Tueur à l'orchidée (Sette orchidee macchiate di rosso) d'Umberto Lenzi